# Флехтинген
Флехтинген (њем. Flechtingen) општина је у њемачкој савезној држави Саксонија-Анхалт. Једно је од 35 општинских средишта округа Берде. Према процјени из 2010. у општини је живјело 2.852 становника. Посједује регионалну шифру (AGS) 15083230.

## Географски и демографски подаци
Флехтинген се налази у савезној држави Саксонија-Анхалт у округу Берде. Општина се налази на надморској висини од 99 метара. Површина општине износи 73,5 km². У самом мјесту је, према процјени из 2010. године, живјело 2.852 становника. Просјечна густина становништва износи 39 становника/km².